# Autoroute A 515
Die Autoroute A 515 ist eine französische Autobahn die als Zubringer für Bouc-Bel-Air zur A 51 dient. Ihre Länge beträgt insgesamt 2,0 km. Die Autobahn wurde 1953 auf ihrer gesamten Länge eröffnet.

## Streckenführung
| Position | Anzahl Fahrbahnen | höchste zulässige Geschwindigkeit | km  | Typ                          | Abschnitt     | Breitengrad | Längengrad |
| -------- | ----------------- | --------------------------------- | --- | ---------------------------- | ------------- | ----------- | ---------- |
| 1        | 2                 | 110                               |     | Beginn der Autobahn          | A51           | 43.4281     | 5.3867     |
| 2        | 2                 | 110                               | 0.2 | Teil-Anschlussstelle         | Bouc-Bel-Air' | 43.4300     | 5.3932     |
| 3        | 2                 | 110                               | 1   | Vollständige Anschlussstelle | Les Cayols'   | 43.4283     | 5.4023     |
| 4        | 2                 | 110                               | 2   | Ende der Autobahn            | D6            | 43.4282     | 5.4039     |